# NGC 4559
NGC 4559 és una galàxia espiral situada en la constel·lació de la Cabellera de Berenice a l'abast de telescopis d'afeccionat, a una distància de 20 i 35 milions d'anys llum (més possiblement a la segona distància sobre la base del seu desplaçament cap al roig). És un membre del núvol de galàxies Coma I, a la qual pertany també per exemple NGC 4565, i que sembla estar en procés d'acostament i eventual fusió amb el veí cúmul de la Verge.
Es tracta d'una galàxia de tipus tardà, amb un nucli molt petit i classificada com intermèdia entre una galàxia espiral normal i una altra amb barra i amb un anell intern mal definit.
Com en moltes altres galàxies de tipus tardà i relativament aïllades, l'hidrogen neutre d'NGC 4559 ocupa una àrea molt major que l'ocupada pels estels, i en aquest cas s'estén també més enllà del plànol de la galàxia.
Una supernova (SN1941a) ha estat registrada en aquesta galàxia.